# Scaptomyza parandina
Scaptomyza parandina är en tvåvingeart som beskrevs av Wheeler och Hajimu Takada 1966. Scaptomyza parandina ingår i släktet Scaptomyza och familjen daggflugor.
Artens utbredningsområde är Colombia. Inga underarter finns listade i Catalogue of Life.